# Philip Martin (pianiste)
Philippe Martin (né le 27 octobre 1947) est un pianiste et compositeur irlandais, également professeur de musique. 

## Biographie
Philippe Martin étudie le piano avec Mabel Swainson à la Royal Academy of Music, notamment dans la classe de Franz Reizenstein. Puis il poursuit sa formation musicale avec les professeurs Lennox Berkeley, Richard Rodney Bennett et en privé avec Louis Kentner. Il prend  également des cours privés avec Yvonne Lefébure à Paris.
Il enseigne ensuite au conservatoire de Birmingham,.

## Œuvre
Philip Martin est l'auteur de plus 300 mélodies pour voix et piano, dédiées à la soprano Penelope Price Jones, son épouse. Il compose dans tous les genres : œuvres pour orchestre, orchestre d'harmonie, concertos pour instruments et orchestre, chorale et musique de chambre.
- Concerto pour piano no 1 (1986)
- Concerto pour piano no 2 (1991)
- Concerto pour harpe (1993), création au World Harp Congress à Seattle en 1996
- Concerto pour piano no 3 « Les neuf ordres des anges »
- Symphonie no 1 (2004)

## Discographie
L'œuvre de Philip Martin est publiée notamment par les labels Marco Polo et Altarus.
- Concerto pour piano no 2 ; Concerto pour harpe ; Beato Angelico - Philip Martin, piano ; Orchestre symphonique national d'Irlande, dir. Kasper de Roo (30-31 janvier 1995, Marco Polo) (OCLC 78051627)

En tant que pianiste : 
- Louis Moreau Gottschalk, Œuvres pour piano (8 CD Hyperion Records)